# Todo modo
Pour plus de détails, voir Fiche technique et Distribution.
Todo modo est un film dramatique italien réalisé par Elio Petri et sorti en 1976.
Librement inspiré du roman homonyme (it) de Leonardo Sciascia, ce film est le dernier de la collaboration cinématographique, mais aussi politique et idéologique, du réalisateur Elio Petri et de l'acteur Gian Maria Volonté, une collaboration qui a contribué au succès du cinéma politique italien des années 1970. Il brosse le portrait d'hommes de pouvoir déviants au sein du parti chrétien-démocrate. La première du film a eu lieu le 30 avril 1976.
Réalisé en même temps que Cadavres exquis (1976), un film de Francesco Rosi avec Lino Ventura également inspiré d'une œuvre de Sciascia, Todo modo participe à l'effort du cinéma italien pour interroger l'avenir politique d'un pays en pleine crise. En 2014, le film a été restauré, grâce au travail de la cinémathèque de Bologne et du musée national du cinéma de Turin.

## Synopsis
Lors d'une mystérieuse épidémie qui fait de nombreuses victimes, un certain nombre de dirigeants politiques, de grands industriels, de banquiers et de cadres d'entreprise, tous appartenant aux différents courants du parti au pouvoir, les démocrates-chrétiens, se retrouvent dans les salles souterraines d'un hôtel post-moderne appelé Zafer. Ils se réunissent pour une retraite spirituelle annuelle de trois jours (inspirées des exercices spirituels d'Ignace de Loyola) afin d'expier les crimes de corruption et autres qu'ils avaient l'habitude de pratiquer. Les exercices sont pratiqués sous la direction de l'inquiétant Don Gaetano, un prêtre très influent mais corrompu qui domine toutes les personnes présentes.
Dans ce lieu, une sorte de renouvellement du parti, de sa structure, de sa direction, de ses intérêts est censé avoir lieu afin de maintenir son pouvoir dans le pays. Ce huis clos va se transformer rapidement en règlement de comptes. Les exercices spirituels qui étaient censé avoir lieu vont laisser place à des accusations mutuelles, des querelles constantes et violentes, et bientôt d'une série de meurtres apparemment sans mobile qui élimine une à une les figures de proue du parti.
Parmi les nombreux personnages, il y a le président, le leader politique conciliant et bon vivant qui cherche à plaire à tout le monde, mais qui est secrètement animé par une soif inextinguible de pouvoir et de domination.

## Fiche technique
- Titre original et français : Todo modo[4]
- Réalisation : Elio Petri
- Scénario : Elio Petri et Berto Pelosso d'après le roman de Leonardo Sciascia
- Photographie : Luigi Kuveiller
- Montage : Ruggero Mastroianni
- Musique : Ennio Morricone
- Décors : Dante Ferretti
- Production : Daniele Senatore
- Société de production : Cinevera
- Pays de production :  Italie
- Langue originale : Italien
- Format : Couleurs - Son mono
- Genre : Film dramatique
- Durée : 120 minutes
- Date de sortie :
  - Italie : 30 avril 1976
  - France : novembre 1976 (Festival du film de Paris) ; 19 janvier 1977 (sortie nationale)[4]
- Affiche : Michel Landi (France)

## Distribution
- Gian Maria Volonté : M., le président
- Marcello Mastroianni : Don Gaetano
- Mariangela Melato : Giacinta, l'épouse de M.
- Renato Salvatori : Dr Scalambri
- Giancarlo Badessi : le député Ventre
- Ciccio Ingrassia : le député Voltrano
- Michel Piccoli : Lui
- Franco Citti : le chauffeur de M.
- Cesare Gelli : le vice-questeur Arras
- Adriano Amidei Migliano (it) : le député Capra Porfiri
- Tino Scotti : le cuisinier
- Guerrino Crivello (it) : le présentateur à la télévision

## Production
Le film est adapté du roman homonyme (it) de Leonardo Sciascia, paru en 1974. À ce sujet, Petri déclare : « J'ai aussi forcé la main à Sciascia pour le ton du film (...), et il m'a semblé que je ne suivais pas seulement les instructions de Sciascia (...), mais que j'évoquais ce climat de farce noire que l'on respirait et respire encore aujourd'hui en Italie »

### Titre
Le titre fait référence à une citation en espagnol d'Ignace de Loyola : « Todo modo para buscar la voluntad divina » (litt. « Tous les moyens [sont bons] pour connaître la volonté divine »). Dans le film, il s'agit d'une phrase que le chef du parti dit au magistrat chargé de faire la lumière sur les meurtres de l'hôtel Zafer.

### Attribution des rôles
Le personnage du Président est clairement basé sur la figure d'Aldo Moro (qui, au moment de la sortie du film, était à la tête du gouvernement depuis deux ans), sans jamais le nommer directement ; mais son physique, son comportement et le rôle qu'il joue ne laissent aucune place au doute.
Volonté, en effet, s'est préparé au rôle en étudiant en profondeur le comportement de Moro, ses discours, ses mimiques faciales et corporelles et l'inflexion de sa voix. Petri se souvient que les deux premiers jours de tournage ont été annulés d'un commun accord parce que la ressemblance entre les deux « était embarrassante, elle prenait au creux de l'estomac », considérant que son personnage ne devait pas vraiment être Moro, mais plutôt en être une caricature, un simulacre. Aussi parce que, si le personnage avait été explicitement Aldo Moro, le film n'aurait jamais pu sortir.
Parmi les autres acteurs impliqués dans le film, il y a Marcello Mastroianni, dans le rôle de Don Gaetano, un prêtre astucieux et calculateur, très puissant politiquement, et également avide de pouvoir.

### Bande originale
Selon les intentions du producteur Daniele Senatore, la bande originale du film devait être confiée à Charles Mingus. L'accord avec le musicien avait été possible grâce à la synergie entre Warner, qui s'était engagée à distribuer le film à l'étranger, et WEA-Atlantic, la maison de disques qui avait alors Mingus sous contrat. En 1976, Mingus, invité à Rome avec son groupe, a enregistré la musique du film en quelques jours sur la base des spécifications génériques de l'intrigue que lui avait données le producteur, et a également donné quelques concerts à cette occasion. Un peu agacé que Petri ne veuille lui montrer aucune des images qu'il a tournées, le musicien est invité par le producteur directement sur le plateau, alors que Petri est toujours hostile au projet. À cette occasion, il a enfin pu voir quelques scènes et enregistrer quelques improvisations qui devaient compléter le bande son du film.
La décision finale du réalisateur d'écarter la musique composée par Mingus s'est concrétisée lorsque, pendant la phase initiale de montage, les morceaux ont été soumis à Renzo Arbore, le partenaire de Mariangela Melato à l'époque. Arbore a affirmé que la partition était « de la pacotille », qu'il s'agissait de musique mis au rebut par Mingus lui-même dans des travaux antérieurs et recyclé pour l'occasion, et qu'en tout état de cause, elle ne correspondait pas à l'ambiance du film. Petri décide alors de faire appel à Ennio Morricone qui, en quelques jours, lui fournit une partition inspirée des compositions d'Olivier Messiaen, comme il l'avait lui-même demandé.

## Accueil
Tourné au plus fort des années de plomb, après Enquête sur un citoyen au-dessus de tout soupçon (1970) et La classe ouvrière va au paradis (1971), Todo modo présente des tonalités plus sombres et angoissantes, accentuée par le cadre claustrophobe représenté par l'hôtel souterrain post-moderne, ainsi que grotesquement farfelue, dans l'intention de fournir une parodie amère et réaliste de la classe politique et dirigeante qui détenait le pouvoir dans l'Italie d'après-guerre : les démocrates-chrétiens. Le film est sorti pendant le gouvernement Moro V, une période où les gens ont commencé à parler ouvertement du compromis historique entre la Démocratie chrétienne et le Parti communiste italien).
Sciascia lui-même, à la sortie du film, a déclaré : « Todo modo est un film pasolinien, dans le sens où le procès que Pasolini voulait et n'a pas pu faire à la classe dirigeante démocrate-chrétienne est maintenant fait par Petri. Et c'est un procès qui ressemble à une exécution... Il n'y a pas de meilleure démocratie chrétienne pour se distinguer d'une pire, pas de Moro pour se distinguer d'un Fanfani. Il n'y a qu'une seule démocratie chrétienne avec laquelle le peuple italien doit se décider à composer définitivement et radicalement ».
Le film, avec sa saveur expressionniste marquée et sa veine grotesque explicite, par laquelle il propose sa propre vision de la Démocratie chrétienne et de la politique italienne en général, avait pour objectif déclaré de dénoncer la corruption, les malversations et le déchaînement des intérêts particuliers dans la gestion de la res publica italienne, en recourant au grotesque comme seule arme possible pour dénoncer sans encourir de censure particulière.
Lors de la projection en salle (qui a duré moins d'un mois en raison de la saisie dont il a fait l'objet), le film a été accueilli froidement. Abscons et lent dans sa structure, il fut très critiqué par la classe politique démocrate-chrétienne et snobé par les cadres du PCI, en raison du climat politique de l'époque, marqué, comme on l'a dit, par la recherche d'un compromis historique entre les partis (Petri, à ce propos, déclarait qu' « en public, les communistes le critiquaient, mais en privé, ils lui confiaient qu'il leur plaisait »), si bien qu'il marqua le déclin du courant du cinéma politique italien et la fin de la collaboration entre Elio Petri et Gian Maria Volonté. Warner Communications décide également de ne pas sortir le film aux États-Unis, alors que le duo Petri-Senatore avait auparavant remporté un bon succès avec Enquête sur un citoyen au-dessus de tout soupçon, obtenant même un Oscar.
L'enlèvement et l'assassinat d'Aldo Moro qui ont suivi ont rendu le film politiquement insupportable et l'ont fait disparaître pendant de nombreuses années. Le film original a été saisi moins d'un mois après sa sortie et retrouvé brûlé dans les archives de Cinecittà. Le film original est encore recherché aujourd'hui.
À l'occasion d'une plainte pour diffamation déposée contre le film par l'association Difesa uomo-natura, le juriste Giovanni Conso (it), interrogé par le journal La Stampa, a écrit : « En définitive, Elio Petri devrait se sentir suffisamment tranquille quant au sort de son film. La procédure ne commencera même pas ou, dans le pire des cas, s'arrêtera bientôt ». Dès lors, le film a connu un sort très différent.